# 圣保禄大殿 (博洛尼亚)

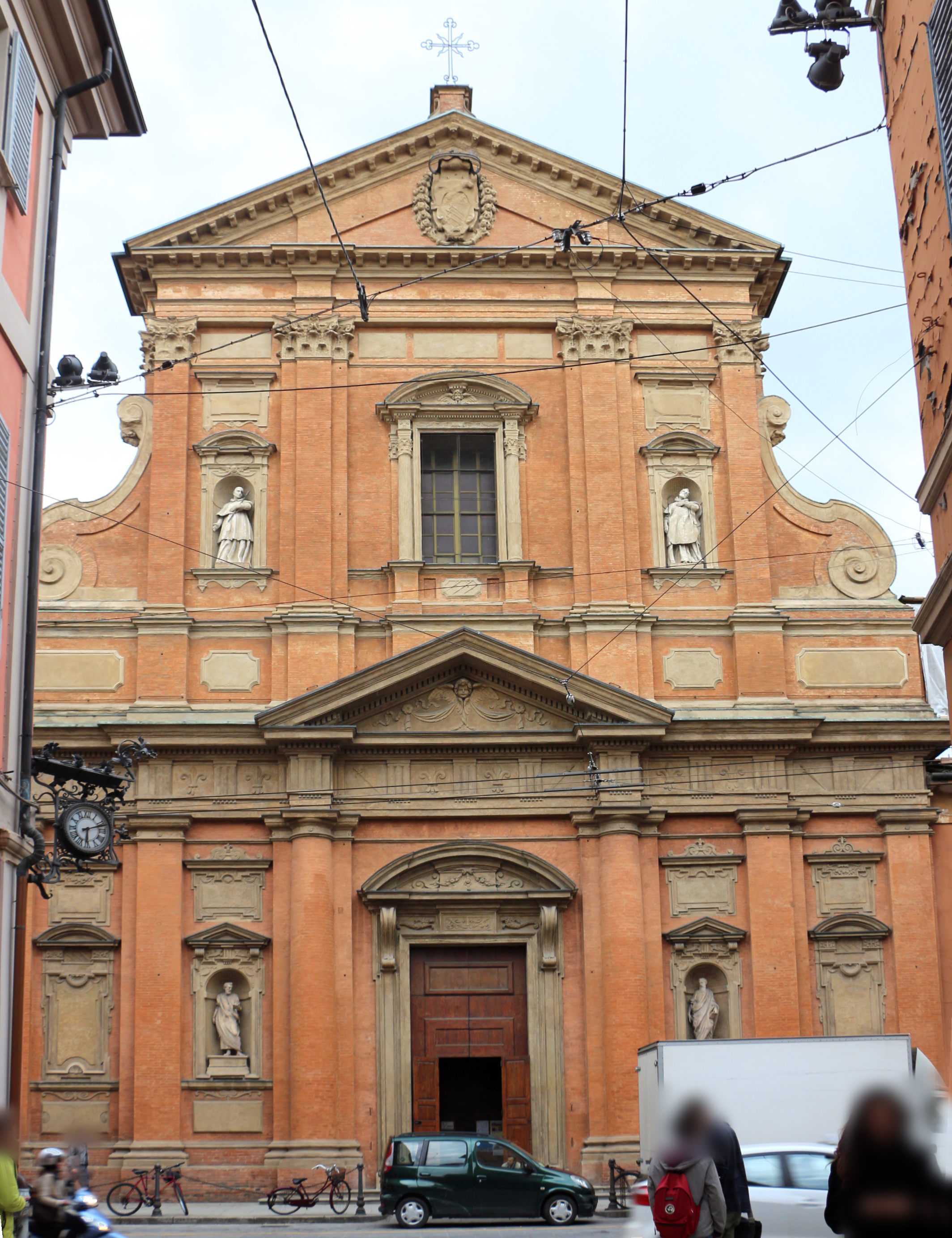
立面

圣保禄大殿（San Paolo Maggiore）是一座巴洛克风格的罗马天主教宗座圣殿，位于意大利博洛尼亚的烧炭党街（Via Carbonari）18号。

## 历史

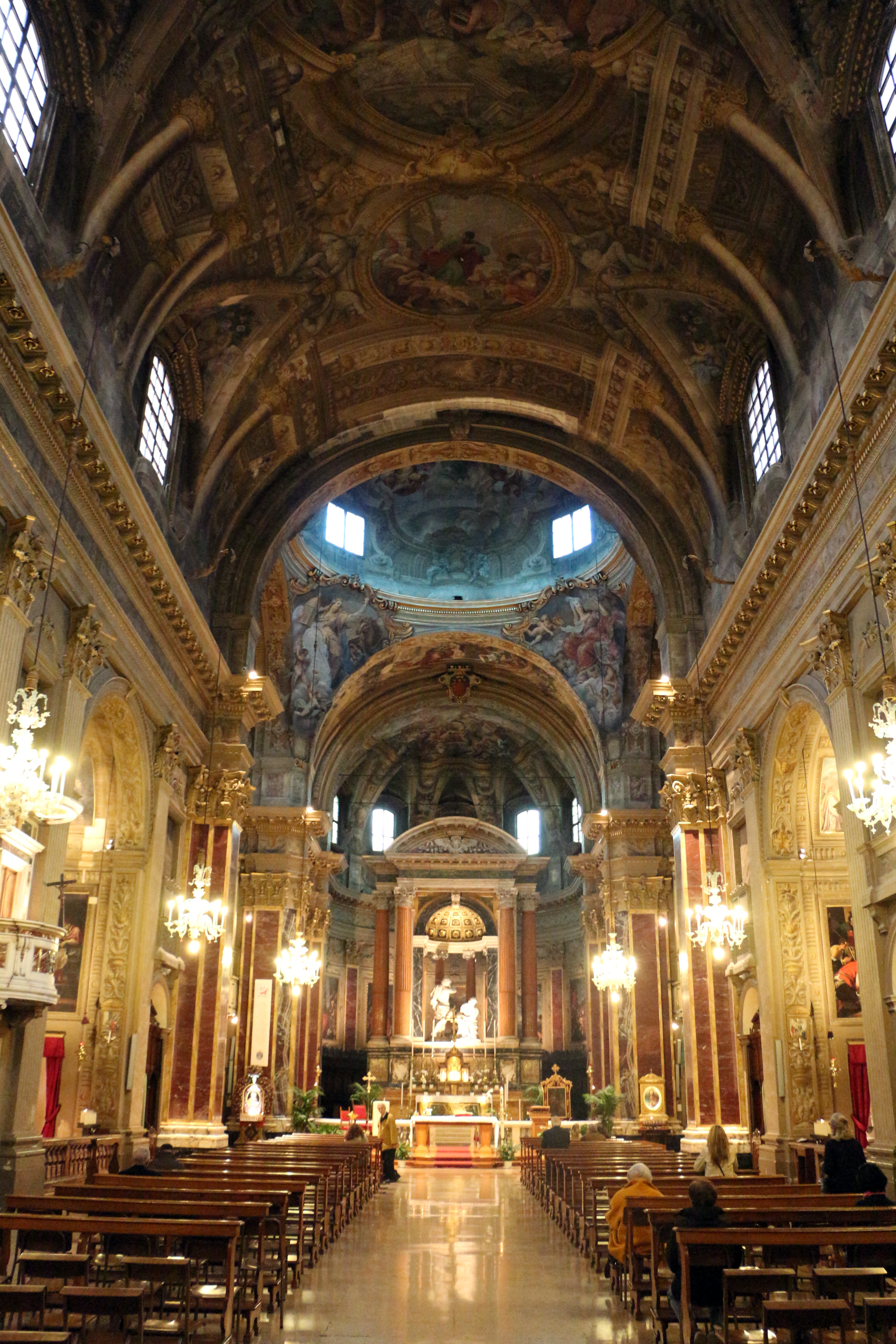

该堂由巴尔纳伯修会（Barnabites），又名圣保禄神职界修会（Clerics Regular of St Paul）建于1606年至1611年，巴尔纳伯修会在堂名后加上“大”字（Maggiore），以区别于博洛尼亚的另外两座圣保禄堂。该堂由建筑师安布罗吉奥·马赞塔设计。该堂的赞助人主要是贝纳迪诺·斯帕达枢机的兄弟维吉利奥·斯帕达王子。立面是 Ercole Fichi 设计的，建于1634 年至 1636 年，用砖和石头砌筑，有圣伯多禄和圣保禄雕像，分别由多梅尼科·玛丽亚·米兰多拉和克鲁文蒂完成。
在拿破仑入侵期间，巴尔纳伯修会遭取缔，该堂在1819年成为堂区教堂。后来再次关闭，又在1878年重新祝圣。1959年，巴尔纳伯修会将其修复，两年后被教宗若望十三世升格为 宗座圣殿。

## 内部
在内部，拱顶上的壁画是安东尼奥·罗利和朱塞佩·罗利的《圣保禄在雅典的亚略巴古 》。安东尼奥从脚手架上摔下身亡，作品由他兄弟完成。穹顶、后殿、祭衣间和耳堂的两个小堂的壁画是由彼得罗 ·法里纳和朱塞佩·安东尼奥·卡乔利完成。
正祭台（1643-1650 年）拥有一组戏剧性的大理石雕塑《圣保罗斩首》，是由亚历山德罗·阿尔加迪的作品（1634 年在罗马雕刻，直到 1644 年才到位）。阿尔加迪还完成了祭坛上的铜牌。他的作品是由斯帕达王子委托的。 祭坛有科林斯柱和突出的门廊，是基于建筑师弗朗切斯科·博罗米尼的设计。。 
教堂祭坛有盖尔奇诺和朱塞佩·玛丽亚·克雷斯皮的杰作。在第二个小堂是洛多维科·卡拉奇的油画《天堂》。尼科洛·托尼奥利为该堂画了《该隐杀死亚伯》和《雅各与天使摔跤》。
在第三个小堂有贾科莫·卡维多尼的《耶稣降生》和《三博士朝拜》，在天花板上有《逃往埃及》、《割礼》和《耶稣与博士》。第四个小堂有盖尔奇诺的《圣额我略向父神显示炼狱中的灵魂》。木制唱经楼装饰雕刻精美。第八小堂有卢西奥·马萨里的 《聖熱羅尼莫》。第九座小堂有贾科莫·卡维多尼的《耶稣的洗礼》、《降生》和《圣若翰洗者之死》。

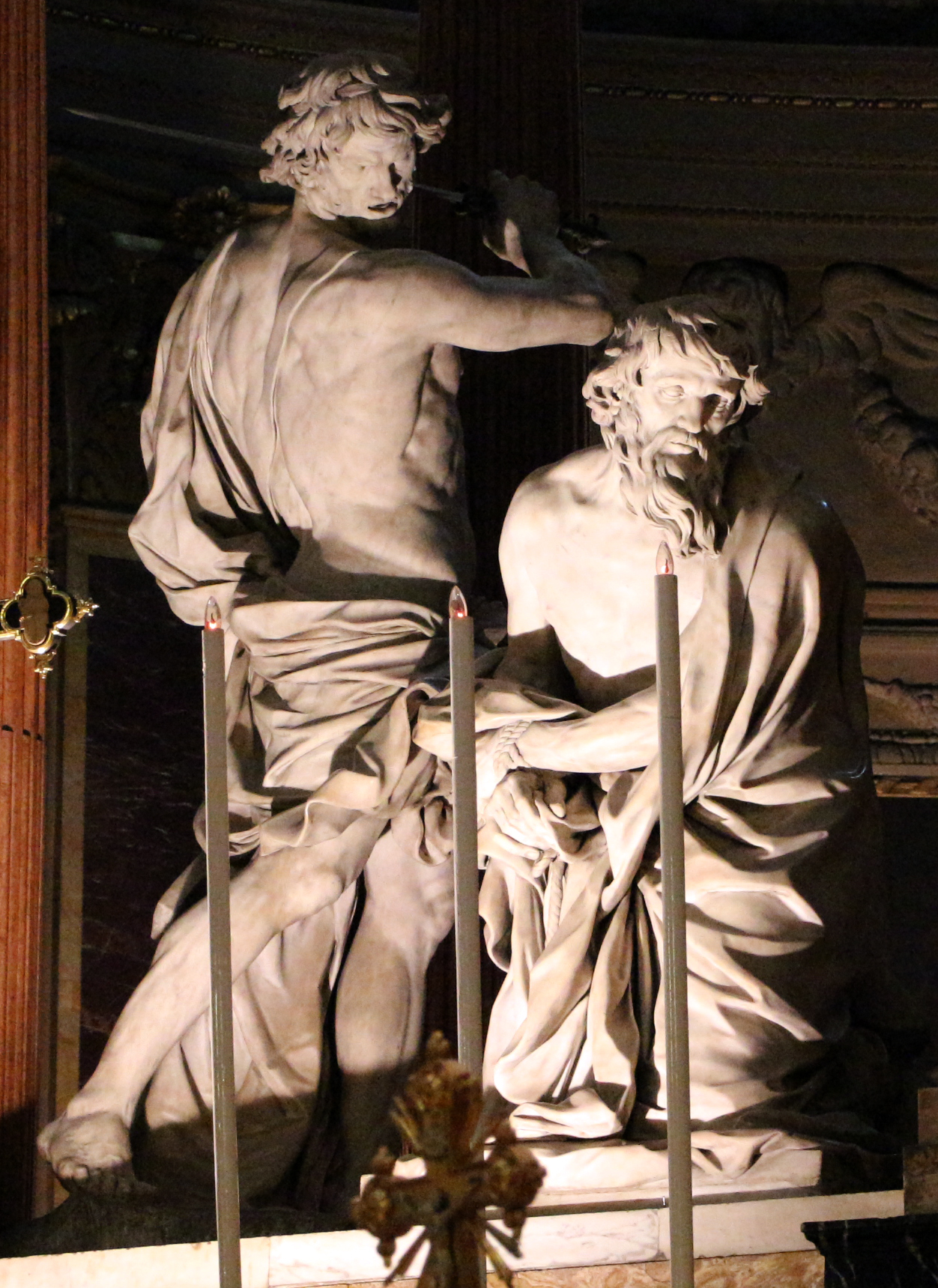
阿尔加迪《圣保禄斩首》
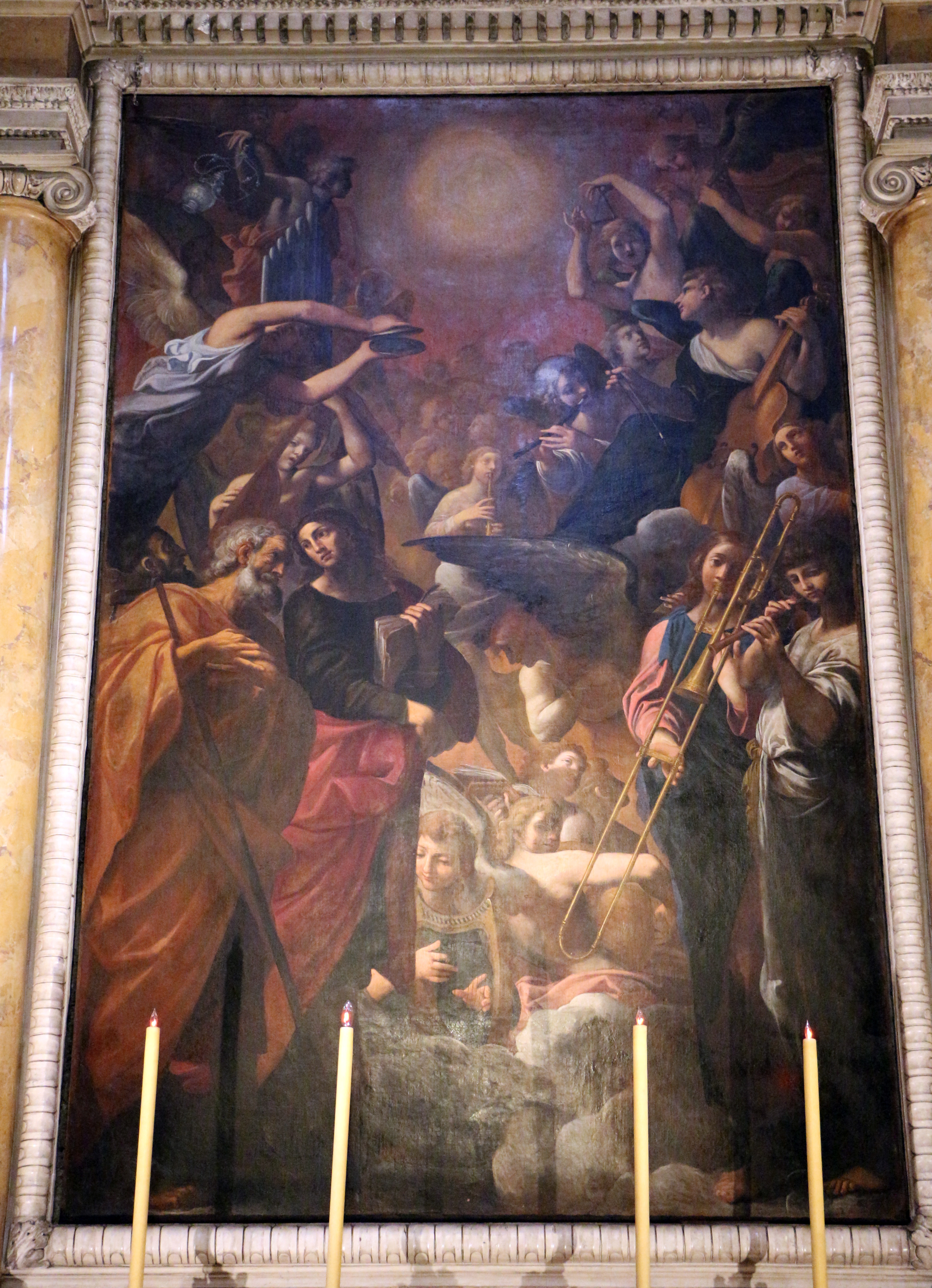
卡拉奇《天堂》
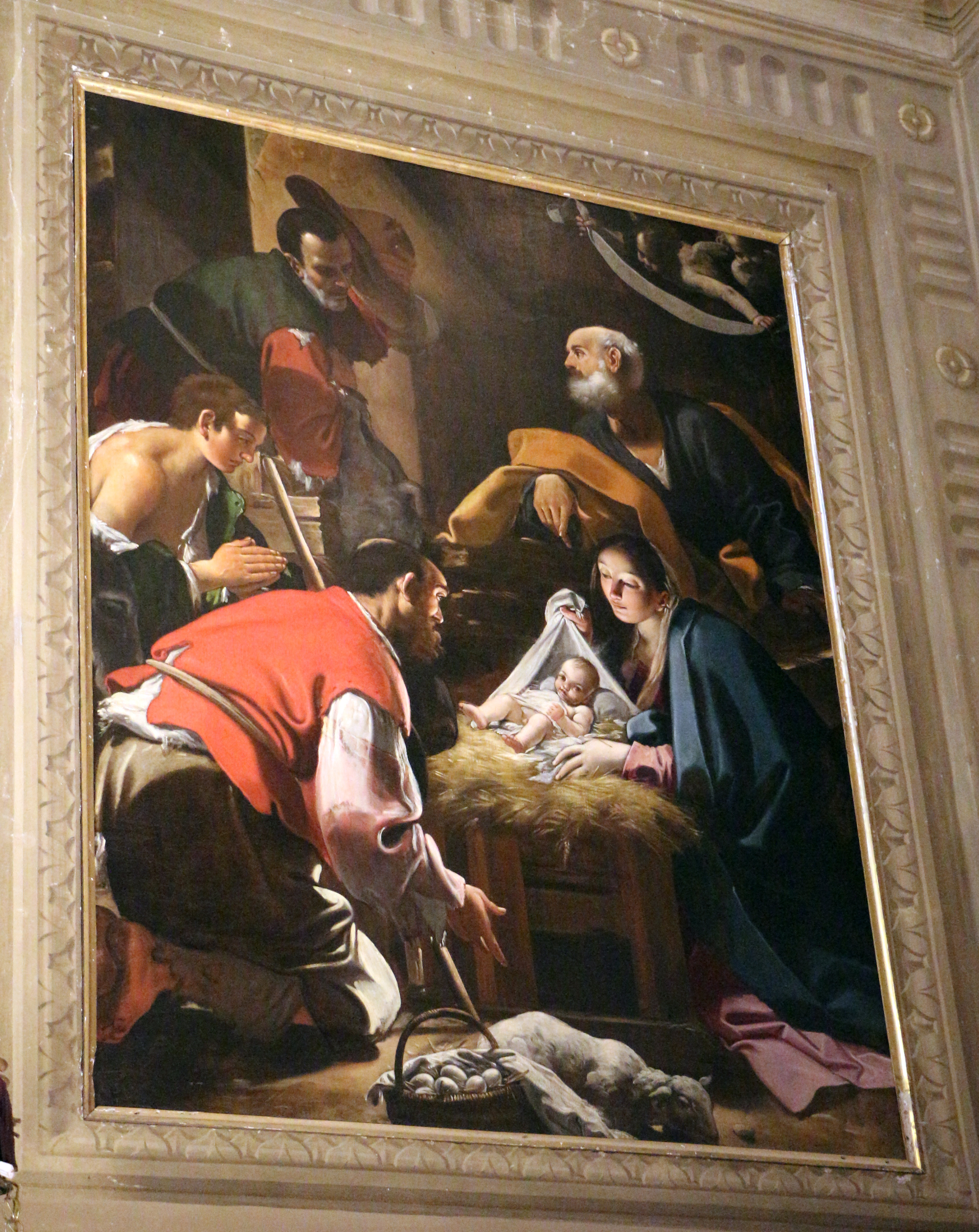
卡维多尼《牧羊人的敬拜》